# Ivan Iakoubovski
 (mai 2016).
Si vous disposez d'ouvrages ou d'articles de référence ou si vous connaissez des sites web de qualité traitant du thème abordé ici, merci de compléter l'article en donnant les références utiles à sa vérifiabilité et en les liant à la section « Notes et références ».
Ivan Ignatievitch Iakoubovski (russe : Ива́н Игна́тьевич Якубо́вский), né le 7 janvier 1912 à Zaitsava (désormais raïon de Horki, voblast de Mahiliow, Biélorussie) et mort le 30 novembre 1976 à Moscou, est un maréchal de l'Union soviétique, décoré deux fois comme Héros de l'Union soviétique .

## Biographie
Ivan Iakoubovski a été commandant en chef des forces du pacte de Varsovie de 1967 à 1976.